# Гліб Ростиславич
Гліб Ростисла́вич (?—1278) — руський князь з династії Ростиславичів Смоленських, син Ростислава Мстиславича. Князь смоленський (після 1240—1278).

## Життєпис
Про Гліба відомо небагато. Смоленський престол він посів, імовірно, після смерті Всеволода Мстиславича у 1249 році. У 1270 р. Гліб разом з владимирським князем Ярославом Ярославичем ходив на Великий Новгород.
У 1274 році золотоординський хан Менгу-Тимур організував похід проти Литви, який пролягав через землі Смоленського князівства. З цією подією переважно пов'язують встановлення залежності Смоленська від Орди. Гліб взяв участь у поході разом з брянськими та галицько-волинськими князями. Союзники дійшли до Новогрудка, який Лев Данилович здобув, не дочекавшись решти сил. Через це князі відмовились від подальшої участі в поході та роз'їхалася по своїх уділах.
У 1275 році одночасно з другим татарським переписом населення у Північно-Східній Русі був проведений і перший перепис у Смоленську.
Гліб помер у 1278 році. Його спадкоємцем став молодший брат, Михайло Ростиславич.

## Сім'я та діти
Діти від невідомої дружини:
- Олександр Глібович (?—1313) — князь мстиславський (?—1281), князь смоленський (1281—1313).
- Роман Глібович (? — після 1301) — князь мстиславський (1281—1301), новгородський (1293)
- Святослав Глібович — князь можайський(?), брянський (1303—1310)
- (?) Всеволод Глібович